# 乃木戀～在坡道下，那一天我戀愛了～
《乃木戀～在坡道下，那一天我戀愛了～》是以學校生活為題材的戀愛冒險APP手機遊戲，以玩家與日本女子偶像團體乃木坂46各成員為主角，遊戲的標語是「那天在坂道下，我墜入了情網〜」，由allfuz株式會社製作，於2016年4月26日正式上線。

## 玩法
本作玩家被設定為剛轉進「私立乃木坂學園」藝能科的唯一男子學生，為藝能科裡人氣女子偶像團體「乃木坂46」的社團經理，在幫助成員們煩惱的同時漸漸縮短之間的距離。在最初可以設定一位自己喜歡的成員，經過親密度的攀升，最後達成「Under情侶」的成就，並經過遊戲內期間限定的活動，在活動內達成100名以內則可進一步達到「情侶」的成就，並可觀賞情侶限定的成員影片。在現實世界裡，則可獲得成員情侶限定活動的參加權。

### 故事構成
在乃木坂46的各項活動開始後幫助各成員解決她們的煩惱與難關，並支援他們的各式各樣偶像活動，在見證她們的成長同時也加深與她們的羈絆。玩家選擇自己喜歡的成員後，在經過親密度的增加，並到達一定的親密值後，皆會開啟一段戀愛故事，最後再進行告白，告白完成後即可獲得成員的「告白影片」。在成功進展一段學園故事後，偶爾會出現一次秘密故事，此故事為成員在日常生活中的一些小插曲而編成的故事，可使玩家更了解成員的特點。

### 乃木talk
「乃木talk」是「私立乃木坂學園」限定的學園內APP對話程式。在成功進展一段戀愛故事後，就會出現一次乃木talk，在此程式裡可獲得成員傳送的虛擬信息，進展彼此的關係。

### 公演對決
用獲得的成員卡片編成自己滿意的隊伍，並與其他玩家進行對決。

## 脚注
1. 1 2  . 日刊スポーツ (日刊スポーツ新聞社). 2016-03-23  [2016-07-15]. （原始内容存档于2020-03-18） （日语）.
2. 1 2 3  . 4Gemer.net. 2016-03-23  [2016-07-15]. （原始内容存档于2020-12-02） （日语）.
3. 1 2  . GAME Watch. 2016-03-23  [2016-07-15] （日语）.

## 外部連結
- 公式サイト （页面存档备份，存于）
- 乃木恋 Web版公式サイト （页面存档备份，存于） - GREE
- 乃木恋的X（前Twitter）
- 下载
  - 苹果App Store中的乃木戀～在坡道下，那一天我戀愛了～
  - Google Play商店中的乃木戀～在坡道下，那一天我戀愛了～ 
  - ASIN B07K2VCDPW - Amazonアプリストア